# Somolinos
Somolinos är en kommun i Spanien.   Den ligger i provinsen Provincia de Guadalajara och regionen Kastilien-La Mancha, i den centrala delen av landet, 110 km nordost om huvudstaden Madrid. Arean är 14,8 kvadratkilometer. Somolinos gränsar till Albendiego.
Terrängen i Somolinos är kuperad österut, men västerut är den platt.